# Šchunat ha-Tikva

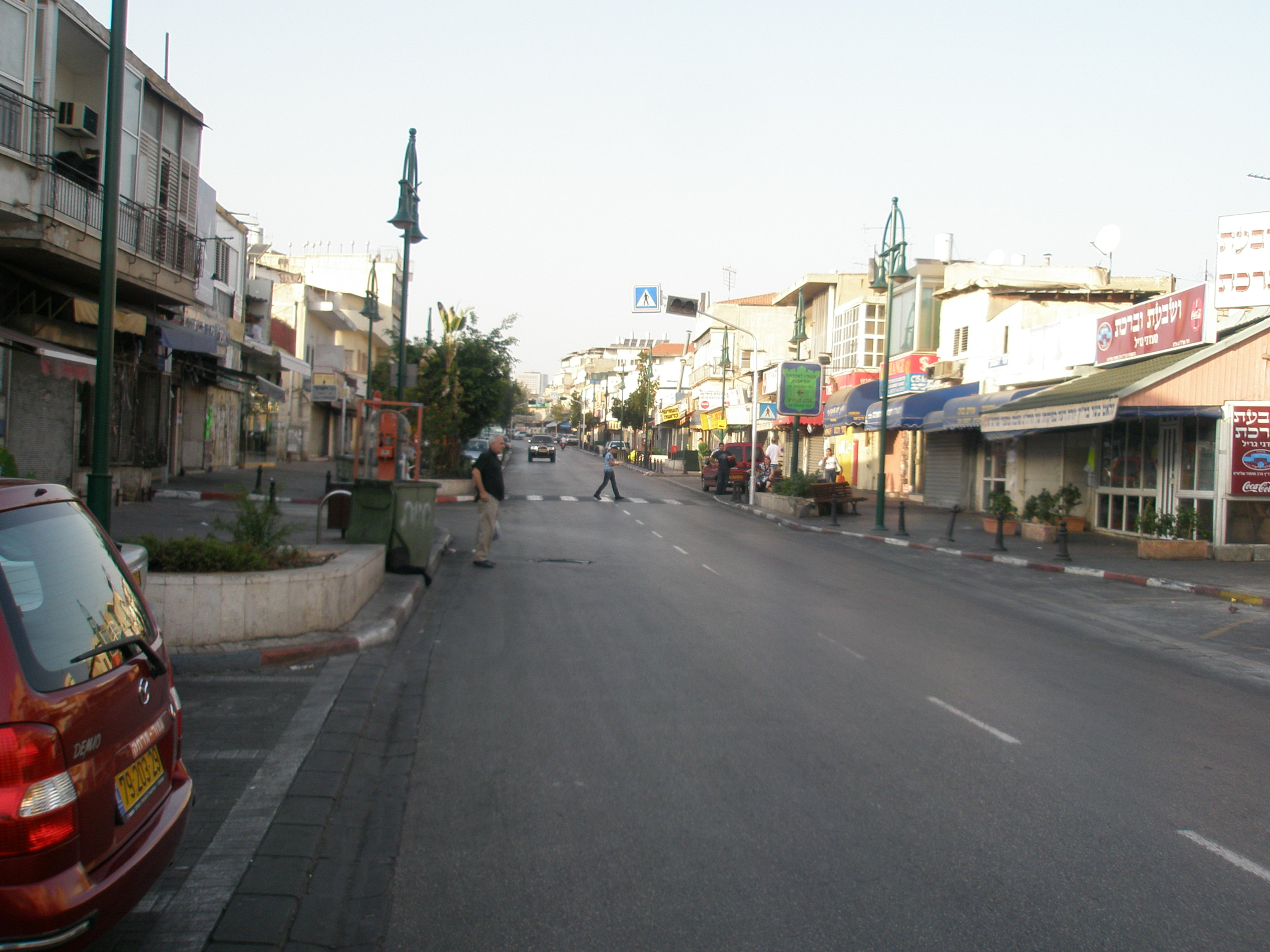
Zástavba v čtvrti Šchunat ha-Tikva, ulice Rechov Ecel

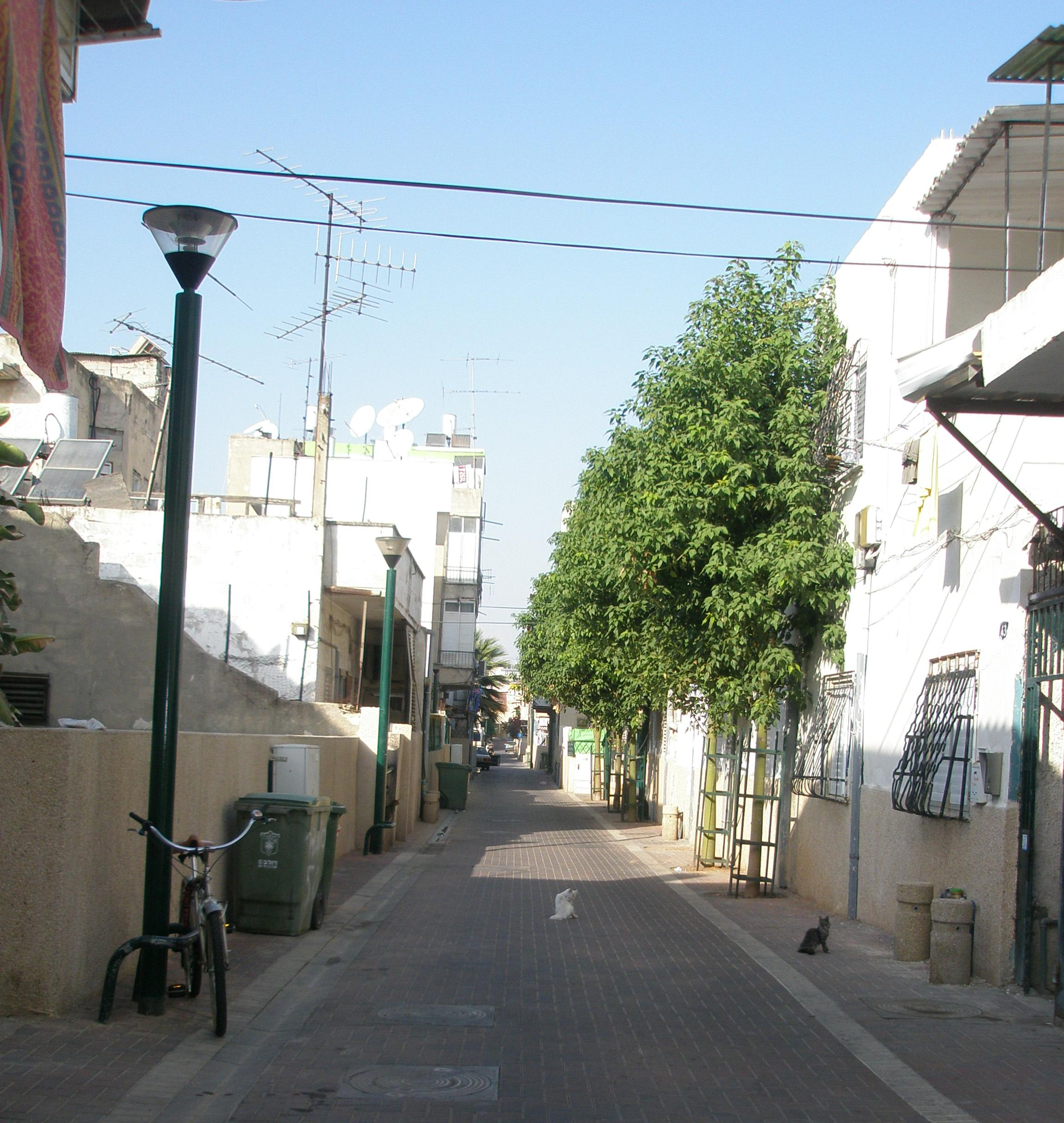
Zástavba v čtvrti Šchunat ha-Tikva, ulice Azaj

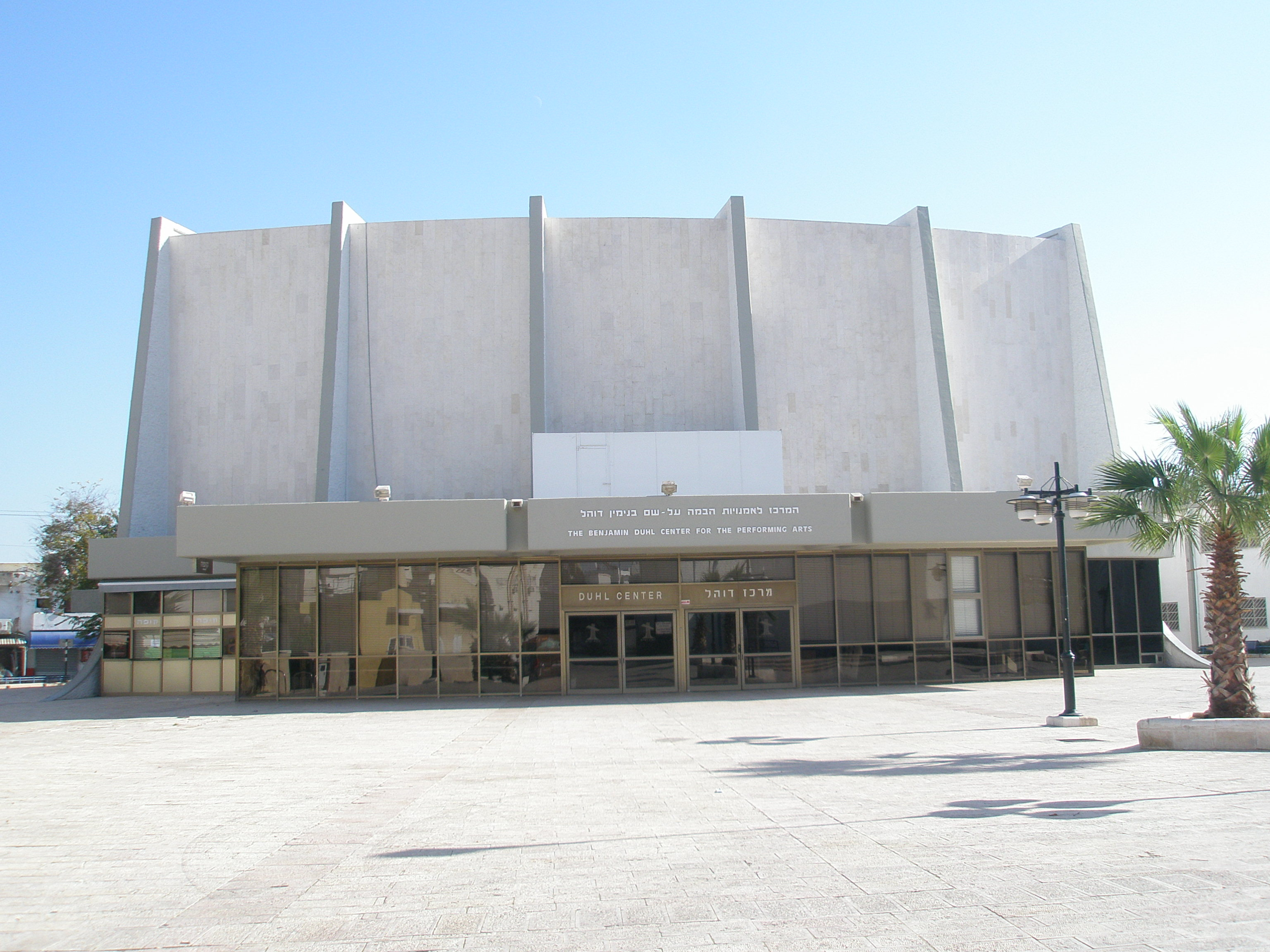
Duhl Center ve čtvrti Šchunat ha-Tikva

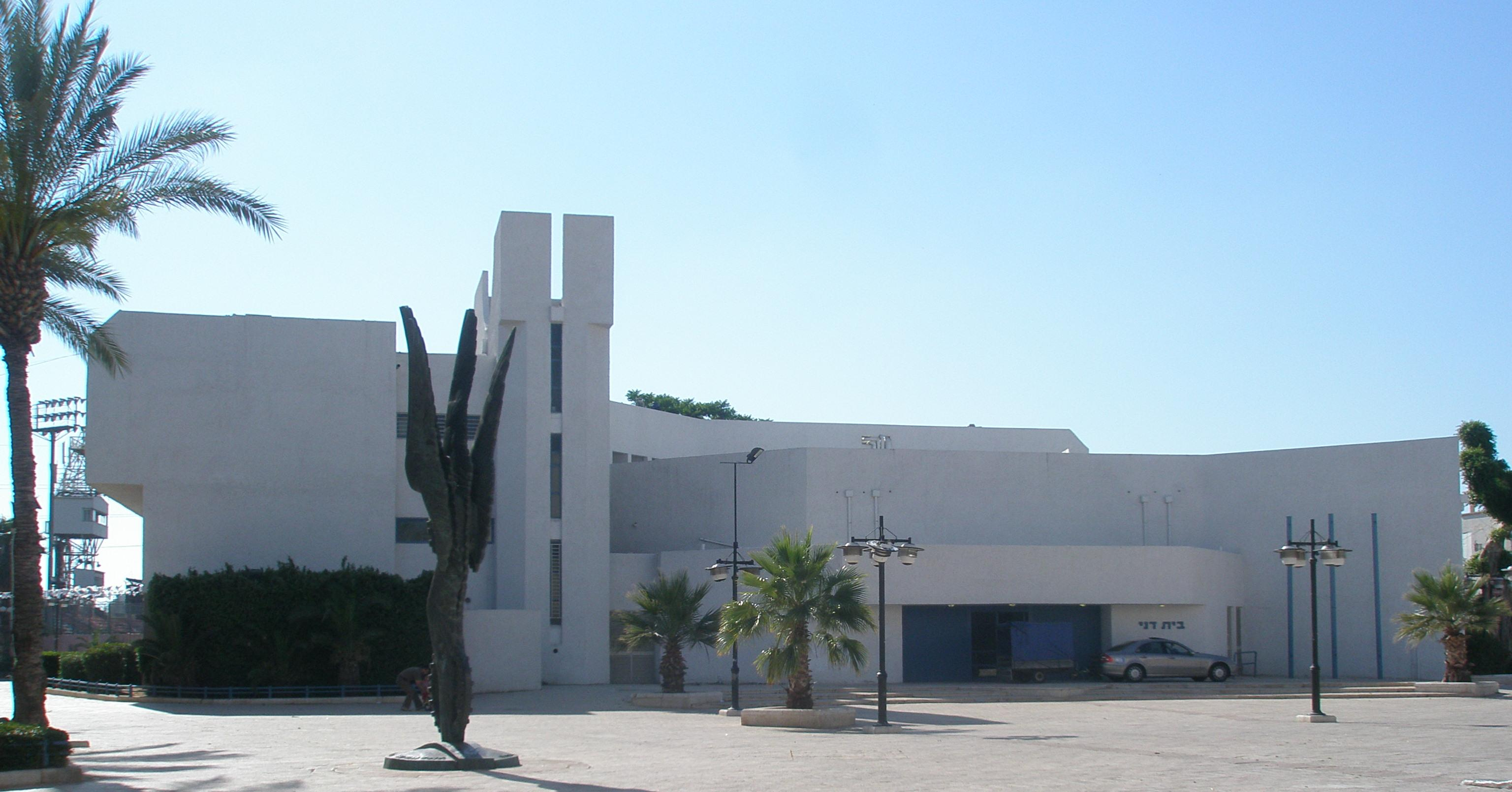
Bejt Dani ve čtvrti Šchunat ha-Tikva

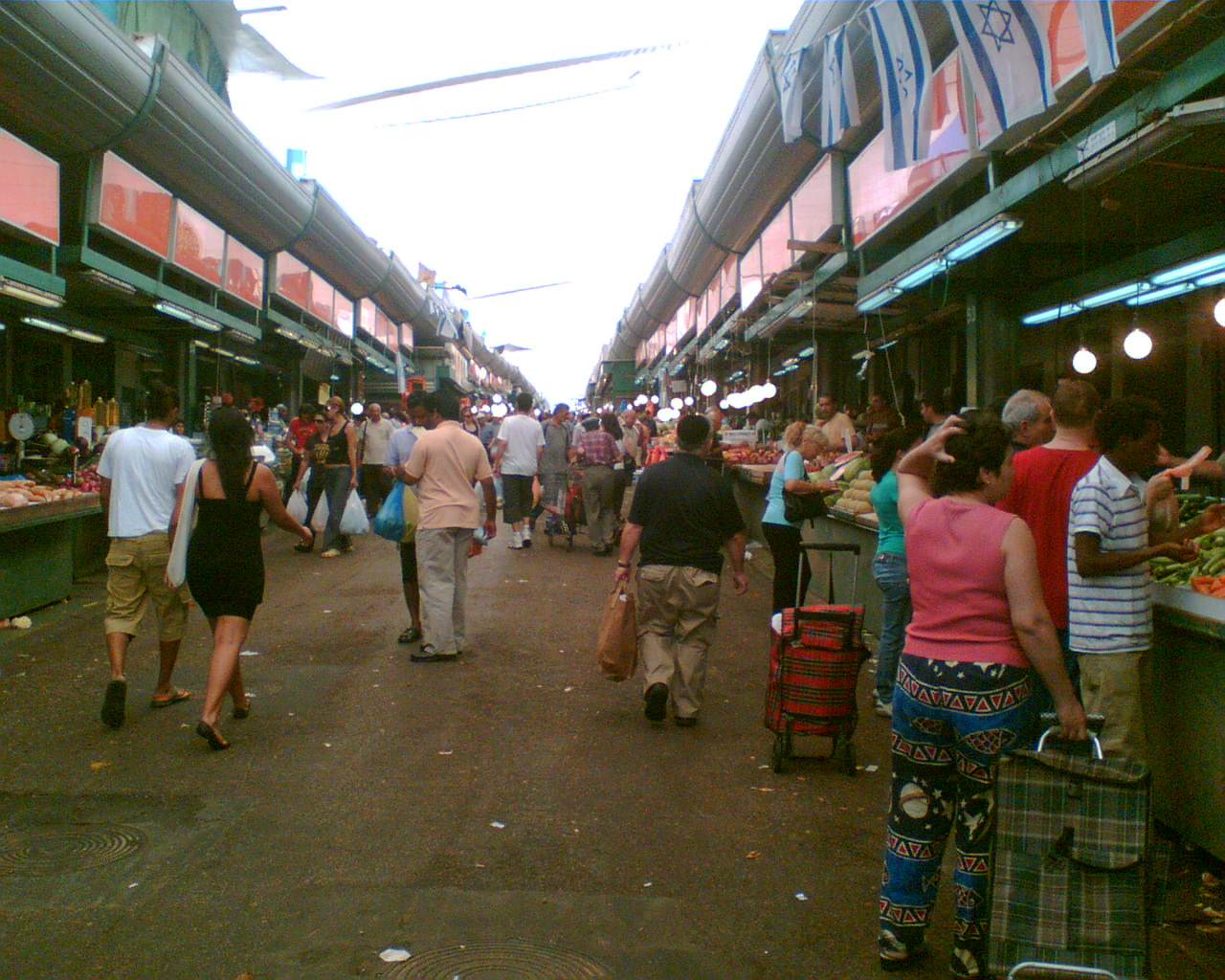
Tržiště Šuk ha-Tikva ve čtvrti Šchunat ha-Tikva

Šchunat ha-Tikva (hebrejsky: שכונת התקווה, doslova čtvrť Naděje, též jen ha-Tikva, התקווה) je čtvrť ve východní části Tel Avivu v Izraeli. Je součástí správního obvodu Rova 9 a samosprávné jednotky Rova Darom Mizrach.

## Geografie
Leží na východním okraji Tel Avivu, cca 3 kilometry od pobřeží Středozemního moře, v nadmořské výšce okolo 20 metrů. Dopravní osou je takzvaná Ajalonská dálnice (dálnice číslo 20 a dálnice číslo 1), která probíhá společně s železniční tratí (stojí tu železniční stanice Tel Aviv ha-Hagana) a tokem Nachal Ajalon po západním okraji čtvrtě. Na severu s ní sousedí čtvrť Jad Elijahu, na východě Bejt Ja'akov (považována za podčást ha-Tikva) a Neve Cahal. Na jihu leží čtvrť Šchunat Ezra.

## Popis čtvrti
Plocha čtvrti je vymezena na severu třídou Derech ha-Hagana, na jihu Derech Lechi, na východě třídou Derech Moše Dajan a na západě Ajalonskou dálnicí. Zástavba má charakter husté blokové městské výstavby. V roce 2007 tu žilo 10 924 lidí.  Nachází se tu Stadion Šchunat ha-Tikva, známé tržiště Šuk ha-Tikva nebo veřejné instituce jako Duhl Center a Bejt Dani. Na severovýchodě čtvrti se rozkládá veřejný park Gan ha-Tikva. Narodila se tu izraelská zpěvačka Ofra Haza.